# Neptune Towers
A Neptune Towers egy rövid életű, egyszemélyes norvég dark ambient projekt volt, amelyet a Darkthrone énekese, Fenriz alapított 1993-ban, Kolbotn városában. A projekt 1993-tól 1995-ig működött, és két nagylemezt adott ki. A lemezek a Moonfog Productions kiadó gondozásában jelentek meg. Fenriz "avant-garde astral/alien synth" névvel illette a Neptune Towers műfaját. Fenriz a Kraftwerket, a Tangerine Dream-et és Klaus Schulzét jelölte meg zenei hatásaként. Fenriz 1994-ben rögzített egy "Space Lab" című albumot is, a lemez viszont sosem jelent meg, mert Fenriz elvesztette hitét a projektben, így 1995-ben feloszlatta azt.

## Tagok
- Fenriz - billentyűk (1993-1995)

## Diszkográfia
- Caravans to Empire Algol (1994)
- Transmissions from Empire Algol (1995)